# Moving Mountains
«Moving mountains» (en español:«Moviendo Montañas») es una canción de Usher producida por Tricky y The-Dream, y lanzada por LaFace/Sony BMG, durante el tercer cuarto de 2008, como el segundo sencillo internacional del quinto álbum de estudio del cantante, Here I Stand.

## Rendimiento en las listas musicales de sencillos

### América
En los Estados Unidos "Moving mountains" se convirtió en el primer sencillo de Usher que solo ingresa a las setenta primeras posiciones del Billboard Hot 100, en el sencillo menos exitoso de Here I stand y en el segundo sencillo menos exitoso del cantante en el país, después de "Bedtime".

## Formatos
Formatos de los principales lanzamientos materiales de "Moving mountains" de Usher:
CD-Single

Lanzado en Australia el 2008.
| CD-Single |                    |                            |  |
| 1         | "Moving mountains" | Main Version               |  |
| 2         | "Moving mountains" | Instrumental               |  |
| 3         | "Moving mountains" | FP Remix                   |  |
| 4         | "Moving mountains" | J. Remy & Bobby Bass Remix |  |

## Listas musicales de sencillos

### Nacionales
| América        |                   |    |
| Estados Unidos | Billboard Hot 100 | 67 |
| Europa         |                   |    |
| Alemania       | Top 100 Singles   | 28 |
| Austria        | Top 75 Singles    | 70 |
| Bulgaria       | Top 40 Singles    | 9  |
| Irlanda        | Top 50 Singles    | 26 |
| Reino Unido    | Top 75 Singles    | 25 |
| Suecia         | Top 60 Singles    | 21 |
| Oceanía        |                   |    |
| Australia      | Top 50 Singles    | 36 |
| Nueva Zelanda  | Top 40 Singles    | 6  |